# روبي ياكوفلجيفيتش
روبي ياكوفلجيفيتش (بالسلوفينية: Robi Jakovljević)‏ هو لاعب كرة قدم سلوفيني في مركز الوسط، ولد في 7 مايو 1993 في سلوفينيا. شارك مع منتخب سلوفينيا تحت 19 سنة لكرة القدم. أما مع النوادي، فقد لعب مع نادي غوريتسا.

## وصلات خارجية
- روبي ياكوفلجيفيتش على موقع قاعدة بيانات كرة القدم.إي يو (الإنجليزية)
- روبي ياكوفلجيفيتش على موقع Soccerway.com (الإنجليزية)